# Альбер Прежан
Альбер Прежан (фр. Albert Préjean; 27 жовтня 1894, Париж — 1 листопада 1979, Париж) — французький актор кіно.

## Біографія
Брав участь у Першій світовій війні, нагороджений Військовим хрестом та орденом Почесного легіону. Прежан зняв свої перші п'ять фільмів із французьким режисером Анрі Діамант-Бергером у 1921—1923 роках. Він, як правило, грав ролі вихідців із народу, сильних та щедрих.
У 1929 році він зняв фільм L'Aventure de Luna-Park L'Aventure з Даніеле Парола. Прежан також був популярним співаком.
Під час Другої світової війни він продовжував зніматись у кіно. У березні 1942 року він приєднався до групи акторів, які на запрошення німців відвідали кіностудію в Берліні. Це була група французьких акторів та актрис, таких як Рене Дарія, Астора Джуні, Вівіан Романс, Сюзі Делер та Даніель Дар'є.
1979 року за допомогою свого сина Патріка Прежана він видав книгу спогадів.